# Trinidad María Enríquez
Trinidad María Enríquez (5 tháng 6 năm 1846-20 tháng 4 năm 1891) là một giáo viên người Peru. Sau khi hoàn thành giáo dục ít ỏi mà phụ nữ có thể nhận được ở Peru khi ấy, bà mở trường dạy học cho các cô gái khác. Trinidad là người phụ nữ Peru đầu tiênhoàn thành chương trình đại học tại Đại học Quốc gia Tu viện trưởng Saint Anthony ở Cuzco, nhưngbị từ chối cấp giấy phép hành nghề luật sư và đấu tranh đòi quyền của mình thông qua hệ thống lập pháp và tòa án cho đến khi qua đời vào năm 1891.

## Đầu đời
Trinidad María Josefa Enríquez Ladrón de Guevara sinh ngày 5 tháng 6 năm 1846 tại Cusco, có cha là Cecilia Ladrón de Guevara y Castilla và mẹ là Marcelino Enríquez. Cha mẹ bà thuộc tầng lớp khá giả, và dòng dõi bên ngoại nhà bà là con cháu nhiều đời của Tupac Amaru (hoàng đế cuối cùng của Đế chế Inca,1571 – 1572) theo nhà sử học Horacio Villanueva Urteaga  . Bà đăng ký học tại El Colegio de señoritas "Educandas" (Cao đẳng sư phạm dự bị dành cho phụ nữ) và đạt thành tích xuất sắc trong học tập.  Vào thời điểm đó, không có cơ hội giáo dục đại học cho phụ nữ và không có trường nào cung cấp một nền giáo dục trung học hoàn chỉnh cho hai năm học cuối cùng, với tập quán đương thời buộc phụ nữ được định sẵn để trở thành vợ và mẹ. Việc đào tạo duy nhất được đưa ra chỉ giới hạn ở phụ nữ thuộc tầng lớp thượng lưu và tập trung vào việc chuẩn bị cho họ đọc sách, may vá và âm nhạc phù hợp với vị thế tương ứng trong xã hội. 

## Nghề nghiệp
Ở tuổi 11, Enríquez đã giảng dạy các khóa học địa lý tại trường dự bị. Bà thành lập một trường dành cho phụ nữ, được gọi là Colegio Superior para Mujeres (Trường trung học bậc cao dành cho phụ nữ), vào ngày 1 tháng 6 năm 1870, khi bà 24 tuổi. Chương trình học của trường bao gồm những môn trường khác không có, như vi tích phân, số học, ngữ pháp và từ vựng học Castille, vệ sinh, và lịch sử phổ quát, và những môn khác.  Nhiều trong số những môn này là những môn điều kiện để được vào đại học.  Xã hội bị chia rẽ về việc giáo dục như vậy có cần thiết cho phụ nữ hay không và sau ba năm, bà buộc phải đóng cửa trường học. 
Muốn theo đuổi giáo dục đại học và trở thành luật sư, Enríquez đã nộp đơn vào trường đại học, sau khi có được một nghị định của chính phủ cho phép bà tham dự kỳ thi tuyển sinh. Sắc lệnh ban hành ngày 3 tháng 10 năm 1874 yêu cầu việc học tập độc lập trong hai năm tại trường của bà phải được xác nhận, và nếu thấy chấp nhận được, phải chuẩn thuận cho bà vào bất kỳ trường đại học quốc gia nào.   Từ ngày 20 đến 29 tháng 4 năm 1875, bà được một hội đồng kiểm tra để xác định sự chuẩn bị của mình.  Các đánh giá đã được công bố và nhận xét nhiều trên các tờ báo trong khu vực, Enríquez đã được đánh giá cao trong các bài kiểm tra và được phép vào đại học.  Bà đăng ký vào Đại học Quốc gia Tu viện trửong Saint Anthony ở Cuzco   và tốt nghiệp năm 1878 với bằng cử nhân luật học, là nữ sinh viên đại học đầu tiên tốt nghiệp ở nước này.  
Bị cấm theo luật để nhận giấy phép làm luật sư, Enríquez đã kháng cáo lên Quốc hội Peru và Tòa án tối cao. Mặc dù Mariano Felipe Paz Soldán, Bộ trưởng Bộ Tư pháp đã ủng hộ cho phép phụ nữ vào nghề, những người khác thì không.  Chiến tranh Thái Bình Dương nổ ra năm 1879, ngăn cản cơ quan lập pháp xem xét yêu cầu của bà.  Vào ngày 5 tháng 10 năm 1881, Tổng thống Nicolás de Piérola đã ban hành một sắc lệnh của tổng thống để đặc cách cho Enríquez vào hội luật sư. Bà đã dũng cảm từ chối đặc cách, tuyên bố rằng luật pháp nên cho phép bất kỳ người phụ nữ nào có quyền như nhau để trở thành một luật sư.  Sau khi chiến tranh kết thúc, cơ quan lập pháp tiếp tục xem xét kháng nghị của Enríquez và sau khi tham khảo ý kiến của Tòa án Công lý Tối cao ở Lima đã từ chối yêu cầu củabaf vào năm 1886. 
Năm 1870, Enríquez đã thành lập Hội Thợ thủ công của thành phố Cusco, nơi điều hành một trường học ban đêm cho công nhân, dạy họ đọc và viết và giáo dục họ về các quyền của họ theo luật. Bà cũng thành lập và biên tập tạp chí La voz del Cusco (Tiếng nói Cusco), tập trung vào các vấn đề ảnh hưởng đến phụ nữ và công nhân.   Quyết định cuối cùng của tòa án về Lima được ban hành vào năm 1891, bởi công tố viên Ricardo Espinoza, người đã từ chối giấy phép trên cơ sở rằng phụ nữ thiếu sức mạnh thể chất và năng lực tinh thần để phục vụ như các chuyên gia luật và bằng cách cấp cho họ quyền để làm như vậy, họ sẽ trở nên nam tính. 

## Cái chết và di sản
Enríquez qua đời vào ngày 20 tháng 4 năm 1891 tại Lima, vì bị sốt não và được chôn cất tại Nghĩa trang Almudena ở Cusco.  Việc Enríquez kiên trì vào đại học đã truyền cảm hứng cho những phụ nữ khác và đến năm 1908, một tá phụ nữ khác đã được phép vào đại học;  tuy nhiên, khoa luật không tuyển sinh người phụ nữ khác cho đến năm 1913, khi Rosa Pérez Liendo được phép bắt đầu nghiên cứu.  Năm 1914, bức chân dung của bà được treo trong sảnh chính của Đại học Quốc gia Saint Anthony the Abbot. 

### Trích dẫn
1. 1 2 3 4 5 6 7 8 9 10 11  Vargas Sifuentes 2017.
2. 1 2 3  Vilchez Izquierdo 2006.
3. 1 2 3 4  Letona 2012.
4. 1 2 3 4 5  Tamariz Lúcar 2016.
5. ↑  Valladares Chamorro 2012, tr. 107.
6. ↑  LaGreca 2009, tr. 91.
7. 1 2  Valladares Chamorro 2012, tr. 106.
8. ↑  Valladares Chamorro 2012, tr. 110.
9. ↑  Valladares Chamorro 2012, tr. 112.
10. ↑  Valladares Chamorro 2012, tr. 113.